# ジェリー・ネルソン
ジェリー・ネルソン（Jerry Nelson、1934年7月10日 - 2012年8月23日）はアメリカ合衆国の人形使い。
ジム・ヘンソンのマペットの主要な人形使いとして『セサミストリート』（カウント伯爵、他）、『マペット・ショー』（フロイド・ペッパー、ロビン、ルー・ジーランド、他）、『フラグルロック』（ゴーボー・フラグル、他）などを演じた。

## 出演作品

### テレビ
1966年
- ザ・ジミー・ディーン・ショー（ロルフ（アシスタント））

1969年
- マペットのシンデレラ（フェザーストーン、義姉2）

1970年-2012年
- セサミストリート（カウント伯爵、スナッフィー（初代）、ヘリー・モンスター、二つの頭のモンスター（左）、Mr.ジョンソン、ビフ、アメイジング・マムフォード、シャーロック・ヘムロック、リトル・ジェリー、他）

1970年
- グレート・サンタクロース・スイッチ（ソッグ、他）

1971年
- マペットのかえるの王さま（ロビン（声のみ）、フェザーストーン、スウィータム（人形芸のみ））

1972年
- マペットのブレーメンの音楽隊（TR、ケイレブ・シレス、他）

1975年
- サタデー・ナイト・ライブ（スクレド）

1976年-1981年
- マペット・ショー（ロビン、フロイド・ペッパー、ルー・ジーランド、カミラ、ストレンジポーク、ポップス、クレイジー・ハリー、ルイス・カザッガー、アンクル・デッドリー、ソッグ、スリム、アナウンサー、他）

1977年
- マペットのクリスマス（エメット・オッター、スタンリー・ウィーゼル、ドック・ブルフロッグ、他）

1983年-1987年
- フラグルロック（ゴーボー・フラグル、ゴミー様、ゴーグ・パパ、建築家ドーザー、他）

1986年
- ザ・クリスマス・トイ（バルサザール、他）

1987年
- マペット・ファミリー・クリスマス（フォジーの母、ロビン、フロイド・ペッパー、カミラ、ルー・ジーランド、カウント伯爵、ヘリー・モンスター、二つの頭のモンスター（左）、ゴーボー・フラグル、他）

1989年
- ジム・ヘンソンのファンタジー・ワールド（ベアード、他）

1996年-1998年
- マペット放送局（スタトラー、エルヴィスの一人、ストレンジポーク、アナウンサー、他）

2002年
- カーミットのどろんこ大冒険（スタトラー）
- マペットのメリー・クリスマス（声のみ：スタトラー、ロビン、フロイド・ペッパー）

### 映画
1979年
- マペットの夢みるハリウッド（カミラ、フロイド・ペッパー、ロビン、ルー・ジーランド、クレイジー・ハリー）

1981年
- マペットの大冒険/宝石泥棒をつかまえろ!（人形芸：フロイド・ペッパー、ルー・ジーランド、ポップス、ルイス・カザッガー、スリム、カメオ出演：娘共に男）

1982年
- ダーククリスタル（声のみ：典礼長、皇帝）

1984年
- マペットめざせブロードウェイ!（カミラ、フロイド・ペッパー、ルー・ジーランド、ポップス、クレイジー・ハリー、他）

1985年
- セサミストリート　ザ・ムービー：おうちに帰ろう、ビッグバード！（カウント伯爵、ヘリー・モンスター、ビフ）

1992年
- マペットのクリスマス・キャロル（ティム（ロビン）、ジェイコブ・マーレイ（スタトラー）、現在のクリスマスの精霊（声と顔の人形芸）、ポップス、フォジーの母、アップルゲート氏、ストレンジポーク、他）

1996年
- マペットの宝島（人形芸：スタトラー、フロイド・ペッパー、ルー・ジーランド、ブラインド・ピュー、マッド・モンティ、他、カメオ出演：執事）

1999年
- ゴンゾ宇宙に帰る（スタトラー、ロビン、フロイド・ペッパー、超ゴンゾ）
- エルモと毛布の大冒険（カウント伯爵、グラウチ市長、グラウチのお巡り、Mr.ジョンソン、他）

2011年
- ザ・マペッツ（アナウンサー）